# ديتريش شميت
كان ديتريش شميت (بالألمانية: Dietrich Schmidt؛ 27 يونيو 1919 – 6 مارس 2002) طيار مقاتلة ليلية ألماني تابع للوفتفافه حاز على وسام الفارس الصليبي الحديدي خلال الحرب العالمية الثانية.